# وزانسی
وزانسی (به فرانسوی: Vesancy) یک کمون در فرانسه است که در Canton of Gex واقع شده‌است.

## خصوصیات
وزانسی ۱۰٫۷ کیلومترمربع مساحت و ۵۲۰ نفر جمعیت دارد و ۶۳۰ متر بالاتر از سطح دریا واقع شده‌است.